# Важонхевка-Польська
Важонхевка-Польська (пол. Warząchewka Polska) — село в Польщі, у гміні Влоцлавек Влоцлавського повіту Куявсько-Поморського воєводства.
Населення — 460 осіб (2011).
У 1975-1998 роках село належало до Влоцлавського воєводства.

## Демографія
Демографічна структура станом на 31 березня 2011 року:
|          | Загалом | Допрацездатний вік | Працездатний вік | Постпрацездатний вік |
| -------- | ------- | ------------------ | ---------------- | -------------------- |
| Чоловіки | 234     | 52                 | 168              | 14                   |
| Жінки    | 226     | 50                 | 137              | 39                   |
| Разом    | 460     | 102                | 305              | 53                   |